# Nicolae Barbul
Nicolae Barbul (n. 7 aprilie 1879, Mocira, Maramureș – d. 26 noiembrie 1932, Mocira, Maramureș) a fost delegat la Marea Adunare Națională de la Alba Iulia din 1 decembrie 1918.

## Date biografice
Ocupația de bază, până în 1918, a fost aceea de inginer agronom. Din 1905 până în 1913 se află în S.U.A, unde, deși era cetățean austro-ungar, reprezenta interesele României. La Cleveland, împreună cu fratele său, Gavril Barbul și cu vărul său Epaminonda Lucaciu, înființează ziarul „Romârnul”, primul ziar românesc de peste ocean. Revenit la Mocira, se afla în fruntea tuturor acțiunilor românești importante din zonă privind pregătirea Unirii Transilvaniei cu România. După Marea Unire a fost comisar cu probleme de alimentație și agricultură pentru Transilvania. Participă la manifestări importante cu caracter științific în domeniul agriculturii naționale și internaționale. A fost decorat cu ordinul „Coroana României” în grad de cavaler. Nicolae Barbul a fost nepot după mamă al lui Vasile Lucaciu.